# Kuldo
Kauldaw (Kuldo, Qaldo; u jeziku Gitksana "(in the) wilderness."), jedna od skupina Gitksan Indijanaca i njihov istoimeni grad na gornjoj Skeeni u Britanskoj Kolumbiji, Kanada. Populacija sela 1904. je iznosila 37.
Kod ranih autora ime se javlja i kao Culdoah, Gal Doe, Gal-doe, Kaldoe, Kaul-daw, Kuldōs.